# Balatoncsicsó
Balatoncsicsó (deutsch Schitzenhofen) ist eine ungarische Gemeinde im Kreis Balatonfüred  im Komitat Veszprém.

## Geschichte
Balatoncsicsó wurde 1272 erstmals urkundlich erwähnt.